# Кіш (пиріг)

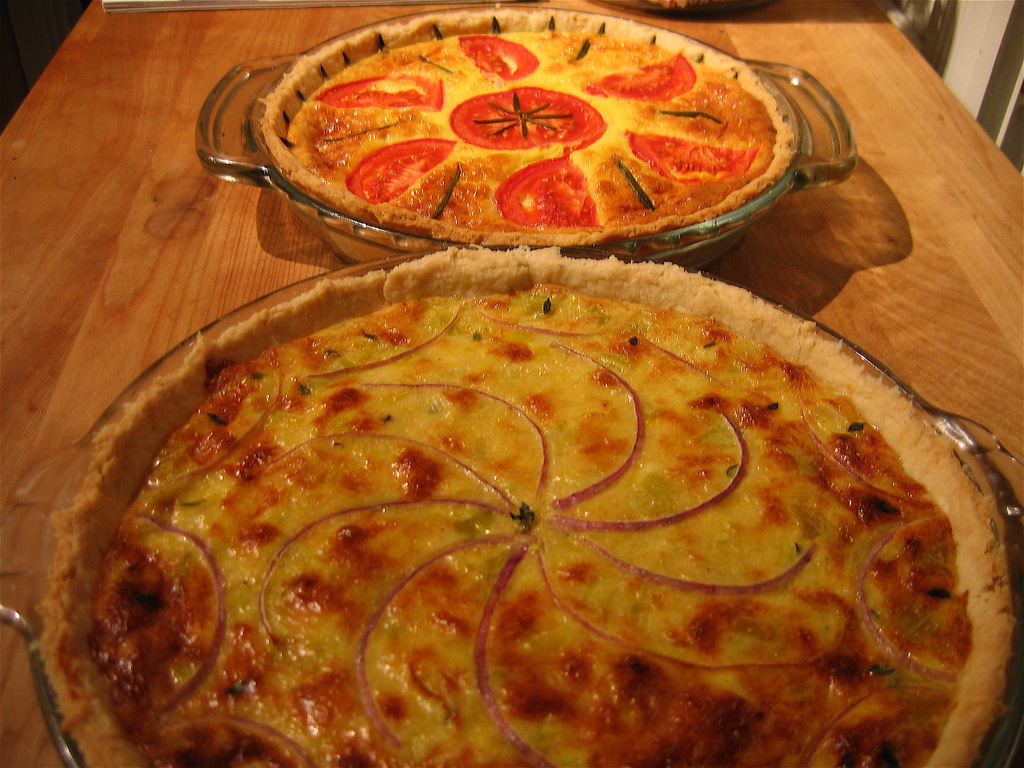

Кіш (фр. quiche) — французький відкритий пиріг з основою з пісочного (іноді листкового) тіста й начинкою з яєць, вершків та сиру. Варіанти начинок можуть бути різними: від легких овочевих, фруктових, рибних або із суміші зелені до ситних м'ясних або грибних. У свідомості багатьох пиріг асоціюється із французькою кухнею, проте коріння походження рецепту тягнуться до німців Лотарингії. Там пиріг готували із залишків продуктів (шматочків м'яса, овочів) і тіста, яке залишалося при замісі хліба. З хлібного тіста ліпили основу, яку заповнювали начинкою і заливкою з яєць і молока. Французи додали в заливку сир (спочатку це були сорти Комте або Грюєр). А основу пирога з часом стали готувати з пісочного або листкового тіста, від чого пиріг став тільки кращим. Зазвичай кіш подають на стіл гарячим або холодним, із зеленим салатом і вином.

## Історія
Кіш — тип відкритих закусочних пирогів, з різноманітними начинками, в яких на тісто заливається яєчно-молочна суміш з м'ясними продуктами, грибами і овочами. Оригінальна страва походить з Лотарингії. Кругла форма і загальна ідея пирога нагадує знамениту «піцу». Але начинки, що використовують для цієї страви, значно різноманітніші. Наприклад, кіш можна готувати не тільки зі шпинатом, доречними є і такі добавки, як броколі, морква, зелений горошок, пагони спаржі, кукурудза, тофу, гриби, і чим більше — тим краще. Існують різновиди солодких кішей — з фруктами і варенням. Класичний приклад кіша — кіш лорен (quiche lorraine) — саме ця страва французької кухні відома і популярна у багатьох країнах. Такий відкритий пиріг виник у регіоні Лотарингія у Франції в XVI столітті. Ім'я «кіш» прийшло з німецького слова kuchen («торт»). Історія Лотарингії — німецько-французька, а тому вважається, що першими цю страву придумали німці, які жили в цій області. За легендою, практичні кулінари пошкодували викидати залишки тіста, яке мішалося для хліба, взяли і зліпили з нього основу для пирога, додали подрібненої шинки, залили сумішшю яєць і вершків і запекли. Вийшов такий грубуватий, але ситний сільський пиріг з омлетом — Lothringer Kuchen. А слово «лорен» походить саме від назви регіону Лотарингія, що розташований на кордоні з Німеччиною. Саме тут «удосконалили» німецький рецепт. Не можна сказати, що французи просто привласнили чужий винахід і дали йому своє ім'я. Протягом століть рецепт був ґрунтовно допрацьований. Французькі кулінари замінили тісто основи пирога на більш легке — пісочне і додали до заливки пирога сир. Саме так народилася одна з класичних страв французької кулінарії і саме цей рецепт — «кіш лорен» — вважається канонічним. Згодом з'явилися й інші варіації пирога кіш. В деяких рецептах для основи використовують листкове тісто. А для начинки використовують різноманітні овочеві, м'ясні інгредієнти та їх поєднання або фрукти. Так назва «кіш» стала загальною для солодких і несолодких пирогів з яєчно-вершковим кремом. Розповсюдження у світі ця страва набула, коли стали можливими авіаперельоти на тривалі відстані. Багато американців як туристи почали відвідувати Європу, знайомитися з її традиційною кулінарією. Вони популяризували пиріг у себе на батьківщині, спробувавши його в Європі. Цікаво, що готується цей пиріг і в єврейській кухні, причому є ритуальною їжею на свято Ханука і за легендою нагадує історію про Юдифь і Олоферна.

## Поживність
Кіш виявляється доволі поживною і корисною стравою. Але в той же час доволі калорійною — приблизно 438 ккал/100 гр. Він ідеально[джерело?] пасує до сніданку: ранком цілком виправдана їжа, багата жирами (23 г) і білком (20 г). Кіш має всі корисні компоненти яєчноЇ страви: повноцінні кислоти, білки, вітаміни (кальцій 22 %, 18 % залізо, вітамін С (при використанні свіжої зелені) — 42 %, 20 % вітаміну А). Кіш запікають, а не смажать, що є вагомою перевагою для поціновувачів і любителів здорового харчування. Звісно, палітра вітамінів доволі сильно різниться в залежності від використаної начинки. Так само, як і калорійність. Наприклад, якщо треба знизити калорійність, можна зменшити кількість м'яса, що додається.

## Напої
Кіш може бути доповнений практично будь-яким напоєм з тих, що подаються до сніданку. Це чай, кава (еспресо і всі похідні на його основі), молоко тепле і холодне, йогурти, соки. Увечері — вино.

## Приготування

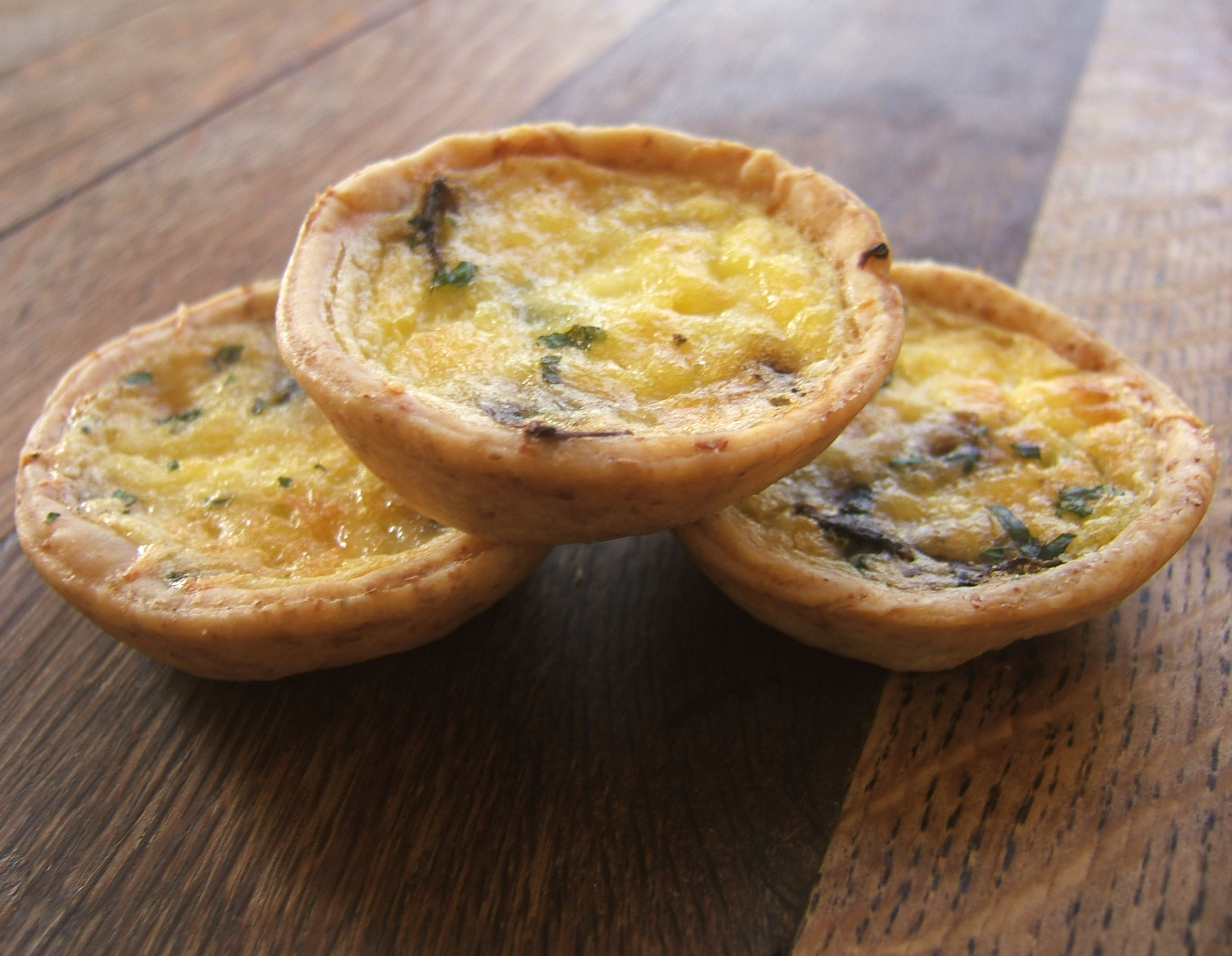

Кіш — це коротке слово, що означає відкритий пиріг з рубленого тіста — пісочного або листкового. Якщо говорити про класичну страву французької кухні, доречнішою буде назва «кіш лорен», тобто «пиріг з Лотарингії». Протягом часів у цій провінції склалася традиція готувати такі пироги з тих продуктів, що залишалися після обіду. Це пояснює той факт, що існує безліч варіацій для приготування начинки. Вона може бути грибною, м'ясною, овочевою, рибною або солодкою — фруктовою. Але саме начинкою кіш принципово відрізняється від іншої випічки: для кіша начинку спочатку готують окремо, потім поєднують із сумішшю з яєць, молока (або жирних вершків) і сиру, заливають на розкачане тісто і лише потім відправляють у духовку. Начинка викладається на тісто досить щільно. Саме така суміш додає готовій страві щільності й водночас легкості, що робить пиріг дуже ситним та смачним. Кіш можна їсти на сніданок, ланч / обід або вечерю. Саме завдяки тому, що цей пиріг доволі універсальний, він і набув такої популярності у світі. Він підходить і як закуска до обіду, і як додаткова страва на вечерю, і як варіант корисної та поживної страви для сніданку. Дуже ніжний на смак, він гармонійно поєднується зі стравами для шведського столу. Подають кіш із листям салату, гарячим французьким хлібом і холодним білим вином. Або роблять його основною стравою обіду. Також роблять маленькі кіші як гарячі закуски. Пироги кіш можна охолоджувати, зберігати й потім розігрівати — але тільки один раз.

## Цікаві факти
- Оспівав французькі кіші письменник Жорж Сіменон — герой його роману, комісар Мегре, дуже любив цю страву[7].
- Коронаційний кіш (англ. Coronation quiche) був обраний фірмовою стравою на святкуванні коронації Чарльза III[8].